# Islah (album)
Islah è il primo album in studio del rapper statunitense Kevin Gates, pubblicato nel 2016.

## Tracce
1. Not the Only One – 4:41
2. Really Really – 3:52
3. 2 Phones – 4:00
4. Pride – 4:05
5. La Familia – 3:50
6. Time for That – 3:28
7. Thought I Heard (Bread Winners’ Anthem) – 3:24
8. Hard For – 4:06
9. Ask for More – 3:27
10. One Thing – 3:19
11. The Truth – 3:30
12. Kno One – 3:34
13. Told Me – 3:04
14. Ain't Too Hard – 3:25
15. I Love It – 3:31

## Classifiche
| Classifica (2016) | Posizione raggiunta |
| ----------------- | ------------------- |
| Canada            | 16                  |
| Stati Uniti       | 2                   |